# غيل بروس
غيل بروس (بالإنجليزية: Gail Bruce)‏ هي لاعب كرة قدم أمريكية أمريكية، ولدت في 29 سبتمبر 1923 في بويالوب في الولايات المتحدة، وتوفيت في 23 أغسطس 1998 في سانتا ماريا في الولايات المتحدة.

## وصلات خارجية
- غيل بروس على موقع مرجع كرة القدم المحترفة.كوم (الإنجليزية)
- غيل بروس على موقع JustSportsStats.com (الإنجليزية)